# رونوين ويليامز
رونوين هايدن ويليامز (Ronwen Hayden Williams) (21 يناير 1992 - ) هو لاعب كرة قدم جنوب إفريقي يشغل مركز حارس المرمى. يلعب حالياً لصالح ماميلودي صن داونز في دوري جنوب إفريقيا الممتاز، وكذلك مع منتخب جنوب إفريقيا لكرة القدم.

## الإنجازات

### سوبر سبورت يونايتد
- كأس جنوب إفريقيا (3): 2011-12، 2015-16، 2016-17.
- إم تي إن 8 (2): 2017، 2019.
- تيلكوم نوكآوت (1): 2014.

### ماميلودي صنداونز
- دوري جنوب إفريقيا الممتاز (1): 2022-23.

### الإنجازات الشخصية
- أفضل حارس مرمى في كأس الأمم الإفريقية 2023[2][3]

## وصلات خارجية
رونوين ويليامز على موقع إي إس بي إن إف سي (الإنجليزية)
- رونوين ويليامز على موقع قاعدة بيانات كرة القدم.إي يو (الإنجليزية)
- رونوين ويليامز على موقع ناشيونال فوتبول تيمز (الإنجليزية)
- رونوين ويليامز على موقع Soccerway.com (الإنجليزية)
- رونوين ويليامز على موقع عالم كرة القدم.نت (الإنجليزية)
- رونوين ويليامز على موقع أوليمبيديا (الإنجليزية)